# Габрилович Євген Йосипович
Габрилович Євген Йосифович ((17 [29] вересня 1899, Воронеж, Російська імперія — 5 грудня 1993, Москва, Росія) — російський радянський письменник, драматург і сценарист. Герой Соціалістичної Праці (1979). Заслужений митець РРФСР (1969). Народний артист Латвійської РСР. Лауреат Сталінської премії другого ступеня (1943) та двох Державних премій СРСР (1967, 1983).